# Hendrik Elias
Hendrik Jozef Elias (Machelen, 12 juni 1902 – Ukkel, 2 februari 1973) was een Belgisch Vlaams-nationalistisch politicus, collaborateur en historicus.

## Levensloop
Elias werd in het Vlaams-Brabantse Machelen geboren als oudste van zeven kinderen van postbode Gerard-Joseph Elias en Jeanne Leemans, beiden afkomstig van Machelen. Op zesjarige leeftijd verhuisde hij met zijn gezin naar Vilvoorde. Hij volgde Latijns-Griekse humaniora aan het Vilvoordse Collège de Notre Dame du Bon Espoir en in november 1919 ging hij geschiedenis studeren aan de Katholieke Universiteit Leuven. De flamingantisch geëngageerde Elias was in december 1921 medeoprichter van het Vlaamsch Historisch Genootschap, een door de universiteit erkende studiekring onder het voorzitterschap van professor Leo van der Essen. In 1923 promoveerde hij aan de KU Leuven tot doctor in de Wijsbegeerte en de Letteren.
Na zijn studies werd hij leraar ad interim aan het Atheneum van Brugge. Ook schreef hij tot eind 1924 in het weekblad Vlaanderen een historische kroniek. In 1924 behaalde hij voor de Centrale Examencommissie de graad van kandidaat in de rechten met het perspectief een leerstoel te verwerven aan de KU Leuven. Nadat hij een reisbeurs had gekregen, werkte hij van 1926 tot 1927 in de archieven van het Vaticaan in Rome en korte periodes in Luxemburg, Parijs en Bonn, waar hij aan de universiteit de methodes van de Duitse seminaries bestudeerd
In januari 1928 keerde Elias terug naar België en werd hij leraar aan het Atheneum van Gent. Ook zette hij aan de Rijksuniversiteit Gent zijn opleiding in de rechten verder en in 1929 promoveerde hij tot doctor in de rechten. In die periode werd hij door Leo van der Essen als kandidaat voorgedragen voor een leerstoel moderne geschiedenis en rechtsgeschiedenis aan de Vlaamse Leergangen te Leuven. Hij weigerde echter een verklaring te ondertekenen waarin hij volgzaamheid tegenover de academische overheid moest beloven omdat dit volgens Elias inging tegen zijn Vlaams-nationalistische overtuiging. Na protest van de kanunniken van de KU Leuven, kostte dit hem een professoraat. In 1931 nam Elias ontslag als leraar en werd hij actief als advocaat.
In dezelfde periode besliste hij om in de actieve politiek te treden. Elias nam de leiding van het zieltogende partijpolitieke Vlaams-nationalisme over in het arrondissement Gent en in 1932 werd hij namens de Vlaamsch Nationale Volkspartij voor het arrondissement Gent-Eeklo verkozen in de Kamer van volksvertegenwoordigers, waar hij bleef zetelen tot in 1946. In oktober 1933 ging de VNVP op in het Vlaamsch Nationaal Verbond, de nieuwe Vlaams-nationalistische eenheidspartij. Elias werd gouwleider van de Oost-Vlaamse afdeling van de partij en trad toe tot de hoofdraad van het VNV, hoewel hij grote bezwaren maakte tegen de radicale uitgangspunten van de partij. Begin 1935 schreef Elias een uitgewerkt programma voor de partij, maar dit werd door de VNV-leiding op verscheidene belangrijke punten gewijzigd, waarop Elias ontslag nam uit al zijn partijfuncties.
Na de verkiezingsoverwinning van het VNV in 1936 was hij een van de architecten van de zogenaamde concentratiepolitiek. Via samenwerking met Vlaamsgezinde en rechtse krachten wilde hij het VNV uit zijn politieke isolatie halen en in juli 1936 werd hij lid van de Vlaamsche Concentratie, een beweging die streefde naar de hergroepering van alle katholieke krachten. In september 1936 was hij medeonderhandelaar bij het akkoord tussen VNV en de fascistische partij Rex en in december 1936 ondertekende hij het Beginselakkoord tussen het VNV en de KVV. Omdat het VNV echter tegen de zin van Elias een rechts-revolutionaire koers aanhield, bleef de partij in zijn politiek isolement.
Elias was niet betrokken bij de keuze van het VNV om tijdens de Tweede Wereldoorlog te collaboreren met de Duitse bezetter. Wel aanvaardde hij op 30 december 1940 om commissaris-burgemeester van de stad Gent te worden. Op 21 augustus 1941 werd hij door secretaris-generaal van Binnenlandse Zaken Gérard Romsée benoemd tot burgemeester van Gent. Na het overlijden van VNV-leider Staf Declercq werd Elias op 23 oktober 1942 de nieuwe leider van het VNV. 
Reeds vanaf 1942 stelde Elias vast dat hij en zijn partij door de Duitsers bedrogen waren en dat het VNV steeds meer werd overvleugeld door de nazistische, door de Duitsers gesteunde DeVlag (Deutsch-Vlaamse Arbeidsgemeenschap) van Jef Van de Wiele. Elias brak evenwel de collaboratie niet af omdat hij meende dat daardoor zijn volgelingen die vaak benoemd waren in hoge functies (burgemeester, gouverneur, secretaris-generaal) zouden overstappen naar DeVlag, waardoor het gevaar op een annexatie van Vlaanderen door Duitsland zou toenemen.
Elias kwam na een ontmoeting met Himmler op 29 februari 1944 tot het inzicht dat zijn politiek tot mislukken was gedoemd. Niettemin zette hij de collaboratie verder omdat hij dacht dat een compromisvrede nog mogelijk was en dat het VNV daarna nog een rol zou kunnen spelen.
Toen de Bevrijding naderde, vluchtte Elias samen met enkele duizenden volgelingen naar Duitsland om het einde van de oorlog af te wachten. Hij ontplooide geen politieke activiteiten meer en weigerde elke medewerking met de Duitsers. Hierdoor werd hij op 9 januari 1945 geïnterneerd in een hotel in Oberstdorf, waar hij op 27 mei 1945 gearresteerd werd door de Franse troepen. Tot in oktober 1945 verbleef hij in verschillende interneringskampen, waarna hij overgeleverd werd aan België. 
In maart 1945 werd Elias reeds bij verstek ter dood veroordeeld door de Gentse krijgsraad. Na een langdurig onderzoek verscheen hij in maart en april 1947 opnieuw voor de Gentse krijgsraad. Op 14 mei 1947 werd het doodsvonnis bevestigd. In beroep en in cassatie werd het vonnis opnieuw bekrachtigd. Op 2 april 1951 werd zijn straf omgezet in levenslang en in 1959 werd hij wegens gezondheidsredenen vrijgelaten.
Na de oorlog keerde hij terug naar zijn oorspronkelijke liefde, de geschiedkunde. Hij bracht tussen 1963 en 1965 onder andere De Geschiedenis van de Vlaamse Gedachte uit, een werk in vier delen over het Vlaamse denken van 1780 tot 1914, dat bekroond werd met de Prijs voor Letterkunde van de Vlaamse Provincies en de Frans Van Cauwelaertprijs. In 1969 verscheen zijn vierdelig werk Vijfentwintig jaar Vlaamse Beweging 1914-1939, geschreven vanuit het perspectief van de gematigde vleugel van het Vlaams-nationalisme. Ook was hij van 1968 tot 1973 wetenschappelijk adviseur van de redactie van de Encyclopedie van de Vlaamse Beweging. Hij werkte ten slotte nog aan een omvangrijke studie onder de titel Het Vlaams-nationalisme tijdens de Tweede Wereldoorlog, die niet meer gepubliceerd raakte.

## Publicaties over Elias
- Pieter Jan Verstraete. Hendrik Jozef Elias. Biografie. (2 delen). Kortrijk, 2005. ISBN 908030185X
- Pieter Jan Verstraete: Trouw en Dietsch. Vlaamse leiders en hun collaboratie. Staf de Clercq en Hendrik Jozef Elias. Soesterberg, Aspekt, 2006. ISBN 9059111338